# Broadcom
Broadcom Corporation est une entreprise américaine de l'industrie de l'électronique spécialisée dans les équipements de télécommunication.
Le groupe produit notamment des routeurs, des amplificateurs de puissance, des filtres radiofréquence, des encodeurs, des optocoupleurs et des émetteurs-récepteurs à fibre optique.
L'entreprise est cotée en bourse au NASDAQ et son siège se trouve à San José en Californie. Elle est dirigée par Hock Tan, un ingénieur chinois du MIT, d'origine malaisienne et au passeport américain.

## Historique

### Avago Technologies
Avago Technologies est issue de la vente en 2005 d'une filiale de Agilent Technologies à Silver Lake Partners et Kohlberg Kravis Roberts. Agilent Technologies est, elle-même, issue d'une scission en 1999 de HP.
En décembre 2013, Avago acquiert LSI pour 6,6 milliards de dollars.
En juin 2014, Avago acquiert l'entreprise PLX Technology, spécialisée dans les réseaux, pour 298 millions de dollars.
En août 2014, Avago vend sa filiale Axxia, spécialisée dans les réseaux et issue du rachat de LSI, à Intel pour 650 millions de dollars.
En février 2015, Avago acquiert Emulex, une entreprise américaine spécialisée dans la connectivité réseau et le stockage, pour 610 millions de dollars.
En mai 2015, Avago fait une offre d'acquisition sur Broadcom pour 37 milliards de dollars, dont approximativement 17 milliards en liquidités et 20 milliards en échanges d'actions. Le siège social du nouvel ensemble est à Singapour.
Ainsi, bien qu'Avago ait initialement acquis Broadcom, la nouvelle entité a choisi de conserver le nom Broadcom pour refléter sa position consolidée sur le marché des semi-conducteurs.

### Broadcom

Ancien logo de la société.

Broadcom a été créé par Henry Samueli et Henry Nicholas en 1991, alors qu'ils étaient à l'UCLA.
En 1998, l'entreprise entre au NASDAQ, marquant le début d'une croissance soutenue grâce à une stratégie d'acquisitions.
En août 2000, Broadcom rachète Silicon Spice dans le cadre d’une transaction estimée à 1,19 milliard de dollars financée par échange d’actions. Silicon Spice est une société non cotée qui développe des technologies pour les semi-conducteurs. C'est la 12e acquisition de Broadcom en un an. Le même mois, Broadcom rachète NewPort Communications dans le cadre d’une transaction estimée à près de 1,24 milliard de dollars financée par échange d’actions. NewPort Communications est une société spécialisée dans les composants pour les équipements optiques. NewPort a comme clients des fournisseurs d'équipements de réseaux optiques comme Cisco Systems et Lucent.
En septembre 2000, Broadcom est poursuivi par Intel qui lui reproche d'avoir tenté de mettre la main sur sa technologie en incitant ses employés à dévoiler des secrets de fabrication. La procédure sera réglée à l'amiable en 2003.
En janvier 2001, Broadcom rachète la société israélienne VisionTech. Le même mois, Broadcom rachète ServerWorks dans le cadre d’une transaction estimée à près de 957 millions de dollars financée par échange d’actions. ServerWorks est une société spécialisée dans les circuits intégrés à hautes performances. En Novembre 2001, Broadcom rachète la société israélienne Herzliya.
En août 2005, selon une étude de l'institut Dell'Oro Group, Broadcom est depuis cinq trimestres le numéro un du marché des semi-conducteurs pour les équipements de réseau Gigabit Ethernet. Soixante-quinze millions d'unités auraient été livrées par Broadcom lors du troisième trimestre 2005.
En octobre 2005, Broadcom, avec cinq autres sociétés, porte plainte contre Qualcomm pour abus de position dominante sur les brevets de la technologie CDMA utilisées dans les réseaux mobiles de troisième génération aux normes CDMA 2000 et UMTS.
En décembre 2006, un scandale financier secoue les États-Unis avec des vagues de démissions de dirigeants, de révisions des comptes, de poursuites pour fraude fiscale. Plus de 191 sociétés ont annoncé avoir lancé des enquêtes internes ou faire l'objet d'enquêtes fédérales concernant l'attribution de stock-options. Broadcom annonce qu'il va réviser à la baisse ses résultats, et à la hausse ses coûts revus de près de 1,5 milliard de dollars.
En février 2007, suite du scandale financier des stock options, plusieurs anciens responsables de Broadcom pouvaient être poursuivis par la justice américaine.
En juin 2007, à la suite d'une plainte de Broadcom contre Qualcomm, l'entrée aux États-Unis de téléphones mobiles utilisant les nouveaux semi-conducteurs de Qualcomm est interdite par la Commission américaine du commerce international (ITC). Le même mois, Broadcom rachète Global Locate dans le cadre d’une transaction estimée à près de 146 millions de dollars financée en numéraire, auxquels pourraient s'ajouter 80 millions de dollars selon réussite de certains objectifs. Global Locate, créée en 1999, est une société spécialisée dans la fabrication de circuits de localisation par satellite GPS.
En mai 2015, Avago fait une offre d'acquisition sur Broadcom pour 37 milliards de dollars, dont approximativement 17 milliards en liquidité et vingt milliards en échanges d'actions. Le nouvel ensemble créé, qui reprend le nom de Broadcom, aura son siège social à Singapour.
En avril 2016, Cypress Semiconductor annonce l'acquisition de l'activité Internet des objets de Broadcom pour 550 millions de dollars.
En novembre 2016, Broadcom annonce l'acquisition de Brocade Communications Systems, spécialiste des équipements réseaux filaires, pour 5,5 milliards de dollars.
En novembre 2017, Broadcom annonce faire une offre d'acquisition sur Qualcomm pour 103 milliards de dollars puis 120 milliards de dollars en février 2018. En mars 2018, Broadcom annonce sa redomiciliation aux États-Unis. Cependant Donald Trump signe en parallèle un décret interdisant l'acquisition de Qualcomm par Broadcom.
En juillet 2018, Broadcom annonce son intention de racheter Computer Associates pour un montant de 18,9 milliards de dollars.
En août 2019, Broadcom annonce l'acquisition des activités destinées aux entreprises de Symantec pour 10,7 milliards de dollars.
En mai 2022, Broadcom annonce l'acquisition de VMware pour 61 milliards de dollars en cash et en actions et début 2024, Broadcom met fin à la version gratuite de l'hyperviseur VMware ESXi.

## Actionnaires
| Capital Research & Management (World Investors)         | 9,56 % |
| The Vanguard Group                                      | 8,26 % |
| Capital Research & Management (International Investors) | 8,25 % |
| Capital Research & Management (Global Investors)        | 6,54 % |
| SSgA Funds Management                                   | 3,86 % |
| Kohlberg Kravis Roberts & Co.                           | 2,32 % |
| H&S Ventures (California)                               | 2,19 % |
| BlackRock Fund Advisors                                 | 2,08 % |
| Capital Research & Management                           | 2,02 % |
| Geode Capital Management                                | 1,57 % |